# مهرجان سينمائي
مهرجان سينمائي هو مهرجان للأفلام السينمائية سواء كانت قصيرة أو طويلة، أو لعرض الأفلام الروائية، وتكون في مكان معين ولفترة محدودة من الزمن.وتعتبر الجوائز التقديرية والمالية من أهم الحوافز التي تقدم لفيلم فائز أو لشخص في اغلب المهرجانات السينمائية.

## تاريخ
تعتبر البندقية هي أول مدينة استضافت مهرجان لأفلام السينمائية في عام 1932 .وتأتي موسكو ثانياً في عام 1935 بمهرجان موسكو السنيمائي وهناك العديد من المهرجانات الكبري منها ما أنشئ في بداية 1940 ومنها أواخر 1950.

## أشهر المهرجانات السينمائية
أقيم أول مهرجان عالمى للسينما مهرجان سينما في العالم، في مدينة «البندقيّة» في إيطاليا، وذلك عام 1932، وكان فيلم «دكتور جيكل ومستر هايد» أول فيلم عُرض فيه، وكان البداية لتسير الكثير من الدول العالمية بعدها.
ومن أشهر المهرجانات السينمائية:
مهرجان الإيمي
وجائزته أمريكية تمنح للمسلسلات والبرامج التلفزيونية المختلفة، أنشئت عام 1949م، وهي المقابل لجائزة الأوسكار ولكن وفي حين أن جوائز الأوسكار تقتصر على الإنتاج السينمائي فإن الإيمي تختص بقطاع الإنتاج التلفزيوني. ومنحت لعدة برامج ومسلسلات أمريكية منها ذي ويزرد أو فبيفرلي بليس.
وتنظم الجائزة الأكاديمية الدولية للفنون والعلوم التليفزيونية، وهي منظمة تتألف من وسائل الإعلام وشخصيات رائدة تنتمي لأكثر من 50 بلدا و500 شركة من جميع القطاعات التليفزيونية حول العالم.
مهرجان كان السنيمائي الدولي
ويعد أشهر المهرجانات السينمائية الدولية على الإطلاق، أقيم لأول مرة عام 1946م في مدينة كان الفرنسية، ويقام في شهر مايو من كل عام، ويُعنى المهرجان بكل أنواع الأفلام حتى الوثائقية الطويلة والقصيرة، ويوزع المهرجان العديد من الجوائز مقسمة كل منها تبعًا لمواصفات معينة، فهناك جوائز يتم الحصول عليها عن طريق قرارات لجنة الحكام وتتسم الأفلام في تلك القوائم بالتنافسية الشديدة، وهناك جوائز أخرى تكون تكريمية وأخرى غير تنافسية يحددها الجماهير، وجوائز أخرى تقدمها معاهد سينمائية فرنسية وغير فرنسية.
مهرجان لندن السينمائي الدولي
وانطلق من لندن عام 1953 على يد مجموعة من النقاد الإنجليز، وهو أكبر مهرجان سينمائي تقيمه بريطانيا، حيث يقام في النصف الثاني من شهر أكتوبر كل عام تحت مظلة معهد السينما البريطاني، ويشارك فيه كل عام ما يزيد عن 300 فيلم طويل وقصير ووثائقي من أكثر من 58 دولة.
ويخصص المهرجان جائزة “كأس ساذرلاند” لأفضل مبتكر لفكرة فيلم ينفذ لأول مرة، وجائزة جرييرسون والتي تخصص لأفضل فيلم وثائقي طويل، بالإضافة إلى جوائز أفضل فيلم وأفضل فيلم بريطاني وغيرها.
مهرجان برلين السينمائي الدولي
وهو أشهر المهرجانات السينمائية المعروفة بالعالم، وقد انطلق لأول مرة عام 1951م في ألمانيا الغربية، ومن بعدها أصبح يقام سنويًّا في فبراير من كل عام، ويتنافس فيه ما لا يقل عن 400 فيلم من أكثر من 130 دولة حول العالم.
ويعتمد المهرجان في توزيع الجوائز على اختيارات لجنة التحكيم، وللمهرجان جائزتان رئيستان هما الدب الذهبي وتخصص لأفضل فيلم تختاره، والجائزة الأخرى هي الدب الفضي وهي مخصصة للأفراد صناع الأفلام من الممثلين والمخرجين.
مهرجان تورونتو السينمائي الدولي
ويقام في مدينة تورونتو بكندا، وتحديداً في 2 ماي (الليلة التالية لعيد العمال في كندا) ويستمر لمدة 11 يومًا، وقد أقيم لأول مرة عام 1976على يد كل من ويليام مارشال وهينك فان دير كولك وديوستي كول، ومنهم من استمر في الإشراف على المهرجان لسنوات طويلة.
وكان يطلق على المهرجان اسم “مهرجان المهرجانات” حتى عام 1994م لأنه يهتم بتجميع وعرض أفضل الأفلام التي عرضت في المهرجانات الأخرى العالمية، وبعد عام 1994م استبدل اسم المهرجان ليكون «مهرجان تورنتو السينمائي الدولي»، وأصبح المهرجان يولي عناية خاصة للأفلام المحلية التي تصدر، ويخصص لها جائزة أفضل فيلم محلي معروض.

ويعتبر المهرجان غير تنافسي إذ لا لجنة تحكيم موجودة لتكون مسؤولة عن اختيار أفضل الأفلام، ولكن للمهرجان جائزة واحدة رئيسة هي “اختيار الناس”، وتذهب للفيلم الذي حصل على أعلى تقييم لدى الجمهور الذي حضر المهرجان، بالإضافة إلى بعض الجوائز الأخرى المعتمدة أيضًا على اختيار الجمهور وتقييمهم.

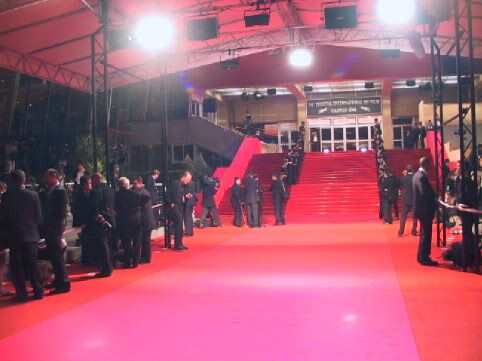
البساط الأحمر